# Damaz II.
Damaz II., rođen kao Poppo od Brixena, papa od 17. srpnja 1048. do 9. kolovoza 1048. godine.